# Pseudosphinx rustica
Pseudosphinx rustica är en fjärilsart som beskrevs av Jan Sepp 1852. Pseudosphinx rustica ingår i släktet Pseudosphinx och familjen svärmare. Inga underarter finns listade.